# Andrena optanda
Andrena optanda är en biart som beskrevs av Laberge 1967. Andrena optanda ingår i släktet sandbin, och familjen grävbin. Inga underarter finns listade i Catalogue of Life.